# Trek-Segafredo (Frauenteam)/Saison 2021
Dieser Artikel beschreibt die Mannschaft und die Siege des Radsportteams Trek-Segafredo in der Saison 2021.

## Mannschaft
| Teamkader 2021                            | Teamkader 2021     | Teamkader 2021         | Teamkader 2021                       |
| Name                                      | Geburtsdatum       | Land                   | Vorheriges Team                      |
| ----------------------------------------- | ------------------ | ---------------------- | ------------------------------------ |
| Elynor Bäckstedt                          | 6. Dezember 2001   | Vereinigtes Königreich | Storey Racing (2019)                 |
| Lucinda Brand                             | 2. Juli 1989       | Niederlande            | Sunweb (2019)                        |
| Audrey Cordon-Ragot                       | 22. September 1989 | Frankreich             | Wiggle High5 (2018)                  |
| Lizzie Deignan                            | 18. Dezember 1988  | Vereinigtes Königreich | Boels Dolmans (2018)                 |
| Amalie Dideriksen                         | 24. Mai 1996       | Dänemark               | Boels Dolmans (2020)                 |
| Lauretta Hanson                           | 29. Oktober 1994   | Australien             | UnitedHealthcare Women's Team (2018) |
| Chloe Hosking                             | 1. Oktober 1990    | Australien             | Rally Cycling (2020)                 |
| Elisa Longo Borghini                      | 10. Dezember 1991  | Italien                | Wiggle High5 (2018)                  |
| Letizia Paternoster                       | 22. Juli 1999      | Italien                | Astana Women's Team (2018)           |
| Shirin van Anrooij                        | 5. Februar 2002    | Niederlande            |                                      |
| Ellen van Dijk                            | 11. Februar 1987   | Niederlande            | Sunweb (2018)                        |
| Tayler Wiles                              | 20. Juli 1989      | Vereinigte Staaten     | Trek-Drops (2018)                    |
| Ruth Edwards                              | 9. Juli 1993       | Vereinigte Staaten     | Sunweb (2018)                        |
| Trixi Worrack                             | 28. September 1981 | Deutschland            | Canyon-SRAM Racing (2018)            |
|                                           |                    |                        |                                      |
| Quellen: ProCyclingStats Cycling Archives |                    |                        |                                      |

## Siege
| Siege    | Siege                                                            | Siege       | Siege  | Siege                | Siege |
| Datum    | Rennen                                                           | Staat       | Klasse | Siegerin             |       |
| -------- | ---------------------------------------------------------------- | ----------- | ------ | -------------------- | ----- |
| 11. Mär. | Healthy Ageing Tour, 2. Etappe                                   | Niederlande | 2.1    | Ellen van Dijk       |       |
| 12. Mär. | Healthy Ageing Tour, Gesamtwertung                               | Niederlande | 2.1    | Ellen van Dijk       |       |
| 21. Mär. | Trofeo Alfredo Binda                                             | Italien     | 1.WWT  | Elisa Longo Borghini |       |
| 14. Apr. | Brabantse Pijl Women                                             | Belgien     | 1.1    | Ruth Edwards         |       |
| 27. Mai  | Lotto Thüringen Ladies Tour, 3. Etappe                           | Deutschland | 2.Pro  | Lucinda Brand        |       |
| 29. Mai  | Lotto Thüringen Ladies Tour, 5. Etappe                           | Deutschland | 2.Pro  | Lucinda Brand        |       |
| 30. Mai  | Lotto Thüringen Ladies Tour, Gesamtwertung                       | Deutschland | 2.Pro  | Lucinda Brand        |       |
| 6. Jun.  | Tour de Suisse Women, Gesamtwertung                              | Schweiz     | 2.1    | Lizzie Deignan       |       |
| 17. Jun. | Französische Meisterschaften, Einzelzeitfahren der Frauen        | Frankreich  | CN     | Audrey Cordon-Ragot  |       |
| 18. Jun. | Italienische Meisterschaften, Einzelzeitfahren der Frauen        | Italien     | CN     | Elisa Longo Borghini |       |
| 20. Jun. | Italienische Meisterschaften, Straßenrennen der Frauen           | Italien     | CN     | Elisa Longo Borghini |       |
| 20. Jun. | Dänische Meisterschaften, Straßenrennen der Frauen               | Dänemark    | CN     | Amalie Dideriksen    |       |
| 22. Jun. | Belgium Tour, Prolog                                             | Belgien     | 2.1    | Ellen van Dijk       |       |
| 2. Jul.  | Giro d'Italia Women, 1. Etappe                                   | Italien     | 2.Pro  | Trek-Segafredo       |       |
| 15. Aug. | Tour of Scandinavia, 4. Etappe                                   | Norwegen    | 2.WWT  | Chloe Hosking        |       |
| 30. Aug. | Classic Lorient Agglomération                                    | Frankreich  | 1.WWT  | Elisa Longo Borghini |       |
| 10. Sep. | Tour Cycliste Féminin International de l’Ardèche, 3. Etappe      | Frankreich  | 2.1    | Chloe Hosking        |       |
| 11. Sep. | Tour Cycliste Féminin International de l’Ardèche, 4. Etappe      | Frankreich  | 2.1    | Ruth Edwards         |       |
| 11. Sep. | European Road Cycling Championships - Women RR                   | Italien     | CC     | Ellen van Dijk       |       |
| 14. Sep. | Tour Cycliste Féminin International de l’Ardèche, 7. Etappe      | Frankreich  | 2.1    | Lucinda Brand        |       |
| 20. Sep. | Straßenradsport-Weltmeisterschaften, Einzelzeitfahren der Frauen | Belgien     | CM     | Ellen van Dijk       |       |
| 2. Okt.  | Paris–Roubaix Femmes                                             | Frankreich  | 1.WWT  | Lizzie Deignan       |       |